# Olga Imerslund
Olga Imerslund (ur. 9 kwietnia 1907 w Vang, Hedmark, zm. 23 sierpnia 1987) – norweska lekarka pediatra.
Olga Imerslund urodziła się w 1907 roku jako córka Mikkela Imerslunda i Oleane z domu Thorud. Studiowała medycynę na Uniwersytecie w Oslo i ukończyła studia w 1936 roku. Przez kolejne lata praktykowała w szpitalach w Halden (1936-1937), Stavanger (1938) i Trondheim (1938-1941). Podczas II wojny pracowała w Göteborg Barnsjukhus (1941-1942) i, od 1943 do 1945, w szpitalu w Edynburgu. Po wojnie praktykowała w szpitalu Ullevål w Oslo (1947-1948), Rikshospitalet w Oslo (1948-1950, szpitalu Haukeland w Bergen (1950-1951) i od 1951 do 1955 ponownie w Rikshospitalet.
Po wojnie przez rok uczyła się w Kopenhadze i od 1956 do 1957 w Stanach Zjednoczonych na stypendium. Między 1959 a 1961 kierowała kliniką w Korei. W 1947 specjalizowała się w chorobach dziecięcych, a w 1948 także z chorób wewnętrznych.

## Prace
- Idiopathic chronic megaloblastic anemia in children. Oslo, Oslo University Press, 1959.
- Idiopathic chronic megaloblastic anemia in children. Acta Pædiatrica, Uppsala, 1960, 49 (Supplement 119): 1-115.
- O. Imerslund, P. Bjørnstad: Familial vitamin B12 malabsorption. Acta Haematologica, July 1963, 30: 1-7.
- H. Broch, O. Imerslund, E. Monn, T. Hovig, M. Seip: Imerslund-Gräsbeck anemia: A long-term follow-up study. Acta Paediatrica Scandinavica 1984, 73 (2): 248-253.